# Ossolineum

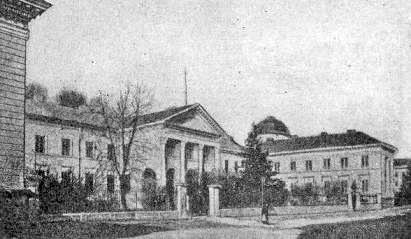
Le bâtiment Ossolineum à Lwów avant la Seconde Guerre mondiale

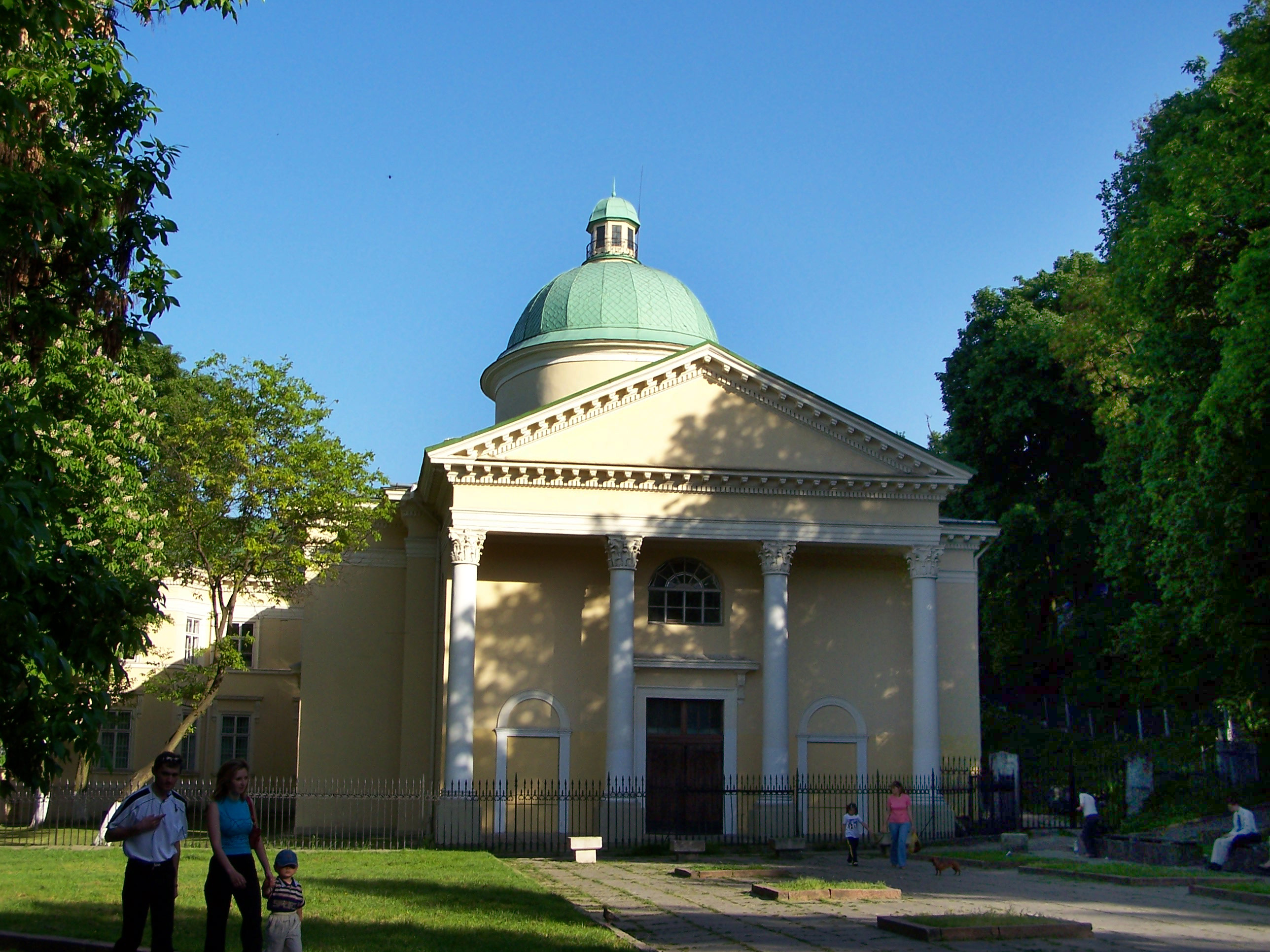
Le bâtiment Ossolineum aujourd'hui

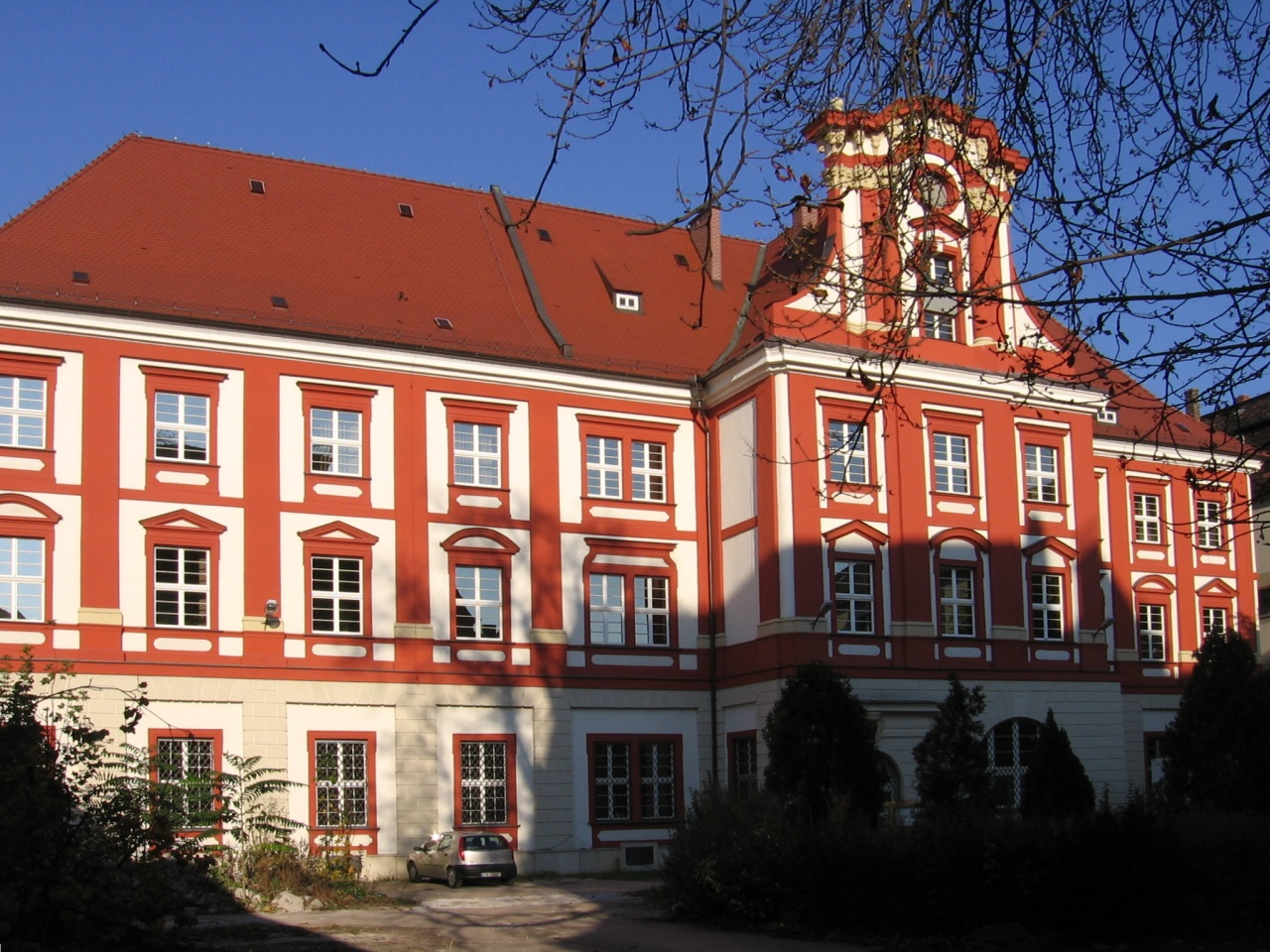
Édifice de l'Ossolineum à Wroclaw

L'Ossolineum (ou Institut national Ossoliński) est une fondation importante pour la science et la culture polonaise réunissant jusqu’en 1939 une bibliothèque, une maison d’édition et le musée des princes Lubomirski. L’Ossolineum a été fondé en 1817 par Józef Maksymilian Ossoliński (pl), et ouvert en 1827 à Lwów (Lemberg) alors sous domination autrichienne. 
Quelques années seulement après les partages de la Pologne, après que la république des Deux Nations a été rayée de la carte de l'Europe, J. M. Ossoliński, érudit, bibliophile, collectionneur, membre de nombreuses sociétés scientifiques et préfet de la Bibliothèque impériale de Vienne, met en place une institution destinée à aider la nation polonaise asservie à préserver sa propre identité en rappelant aux futures générations de Polonais qui ils étaient avant d'être privés de leur propre État.  
La fondation Ossoliński comprend alors des collections de livres, manuscrits, pièces de monnaie et objets d'intérêt historique, ainsi que des domaines et villages destinés à son entretien. Des revenus générés par ces propriétés léguées par son fondateur et gérées par ses curateurs fournissent à l'Institut et son imprimerie de quoi subsister. 
Après la Seconde Guerre mondiale, Lwów est rattachée à la république socialiste soviétique d'Ukraine et la Bibliothèque Ossolineum est transférée à Wroclaw. Elle est aujourd'hui la deuxième bibliothèque de Pologne (après la Bibliothèque Jagellonne) et ses riches et précieuses collections comprennent, entre autres, des manuscrits d'Adam Mickiewicz et de Juliusz Słowacki, des écrits de Copernic, ainsi que des dessins de Rembrandt et d'Dürer.

## Histoire

### Fondation et développement
Ossoliński choisit d'installer sa fondation à Lwów. Le choix de cette ville n'est pas anodin. Dans un premier temps, les puissances occupantes de la Pologne, chacune à sa manière, tentent de rallier les Polonais à leurs empires en leur octroyant une certaine autonomie politique et culturelle. L'Autriche est la plus généreuse. En 1817, l'empereur François Ier rénove l'université de Lwów. Il autorise également la création d'une chaire de langue et littérature polonaises dont le programme, à la demande de l'empereur, doit être préparé par J. M. Ossoliński. Pour mener à bien cette tâche, il lui est nécessaire d’organiser une bibliothèque afin que ses collections puissent servir aux futurs chercheurs en langue et littérature polonaises. 
L'acte constitutif de cet établissement familial est approuvé par à l'empereur le 4 juin 1817 et la bibliothèque Ossoliński s'installe dans les bâtiments de l'ancien couvent de carmélites. L'édifice est adapté à ses nouvelles fonctions et c'est Józef Bem, futur général et héros du Printemps des Peuples qui supervise les travaux. La fondation gardera cet emplacement jusqu'en 1945.  
Dès le début, Ossoliński souhaite que sa Fondation devienne une institution d'envergure nationale; il est conscient que pour financer une telle entreprise, il lui faut réunir le plus grand nombre possible de donateurs et s'assurer le soutien de l'élite polonaise. En 1823, le Musée des princes Lubomirski, fondé par le prince Henryk Lubomirski, excellent expert et collectionneur d’œuvres d’art, est rattaché à la fondation Ossoliński. Les collections rassemblées par la famille Lubomirski comprennent des pièces inestimables: peintures, miniatures, sculptures, armes et dessins d'anciens maîtres, parmi lesquels Albrecht Dürer et Rembrandt. A cette occasion, est créé le poste héréditaire de curateur et directeur de la Fondation, qui est confié à Lubomirski. Ossoliński décède en 1826 à Vienne et lègue toutes ses collections à la Fondation.  
La maison d'édition Ossoliński, dont les débuts sont associés au lancement de l'imprimerie en 1829, réédite le dictionnaire polonais de Samuel Linde et lance la revue scientifique de l’Institut. Elle publie par la suite des études sur l'histoire de la littérature polonaise, des manuels et des articles critiques.  
Sous l'administration autrichienne en Galicie, c'est entre autres à l'Ossolineum que se concentrait le mouvement intellectuel polonais, mais il connaît de nombreuses perquisitions et arrestations de la part des autorités autrichiennes qui redoutent les mouvements indépendantistes. 
Conformément à l'intention de son fondateur, l'Ossolineum devient l'un des plus importants centres de recherche sur l'histoire et la littérature polonaises. Il organise de nombreux colloques scientifiques, soirées littéraires et concerts, et réunit une impressionnante collection de livres, de manuscrits et d'autographes, parmi lesquels des manuscrits médiévaux, des incunables et des manuscrits des plus grands écrivains et poètes polonais. 
Avant la Seconde Guerre mondiale la bibliothèque de l'Ossolineum comprend plus de 220 000 ouvrages, 6 000 manuscrits, 9 000 autographes, 2 000 diplômes, 3 000 cartes et la plus grande et la plus complète collection de la presse polonaise des XIXe et XXe siècles. À titre de comparaison, en 1827, la collection du fondateur, J. M. Ossoliński, comptait 10 121 ouvrages, 19 055 volumes, des doubles, 567 manuscrits en 715 volumes, 133 cartes, 1 445 illustrations.

### La Seconde Guerre mondiale et l'Occupation
À la suite de l'occupation brutale de Lwów par l'Union soviétique en septembre 1939, l'Institut national Ossoliński ferme et ses collaborateurs subissent des répressions. Sa bibliothèque devient une simple section polonaise de la Bibliothèque de l'Académie des sciences de Lvov (nom russe de Lwów) de la république socialiste soviétique d'Ukraine. Le musée des princes Lubomirski est liquidé et ses collections réparties entre les musées de Lwów, désormais sous contrôle soviétique.  
Après l'entrée des Allemands à Lwów en juillet 1941, la bibliothèque de Lvov et l'antenne de l'Académie des sciences de l'URSS cessent d'exister et la collection de l'Ossolineum est confié par les autorités allemandes du Gouvernement général de Pologne au professeur Mieczysław Gębarowicz (1941-1946), lequel travaille aussi pour la résistance polonaise et a été secrètement assermenté comme directeur de Institut national Ossoliński. La bibliothèque Ossolineum est alors incorporée à la Staatsbibliothek de Lemberg (nom allemand de Lwów).  
Au début de l'année 1944, en raison de l'arrivée imminente des Soviétiques, les autorités allemandes ordonnent l’évacuation des collections jugées importantes pour la culture allemande. Cette évacuation est réalisée sous la direction de Gębarowicz qui utilise cette situation pour évacuer aussi les collections polonaises. Deux transports comprennent les collections les plus précieuses d'Ossolineum (environ 2 300 manuscrits, 2 200 diplômes, 1 700 livres imprimés anciens et 2 400 dessins. S'y ajoutent les 170 manuscrits les plus précieux d'une autre fondation polonaise, la Bibliothèque Baworowski, ainsi que les manuscrits et les incunables les plus précieux de la Bibliothèque universitaire de Lwów, ainsi que des pièces de monnaie et des médailles de la collection). En mars et avril 1944, elles sont transportées à Cracovie, où elles doivent attendre la fin de la guerre en toute sécurité dans le sous-sol de la Bibliothèque Jagiellonne, mais en juillet 1944, les autorités allemandes décident de les évacuer vers l'Allemagne. Le transport est abandonné à Adelin (actuellement Zagrodno) en Basse-Silésie et c'est là, après la guerre, que les Polonais les trouvent.

### L'après-guerre
En 1946, les collections de la Bibliothèque de l'Institut national Ossoliński de Lwów arrivent à Wrocław dans deux trains, dans des wagons scellés. La ville allemande, devenue polonaise, est toujours en ruine à cette époque et ces collections, installées désormais dans l'ancien bâtiment du collège Saint-Matthias, ne sont accessibles aux lecteurs qu'en septembre 1947. 

#### La collection
Parmi les précieux ouvrages des XIXe et XXe siècles évacués de Lwów figurent les manuscrits de: Pan Tadeusz d'Adam Mickiewicz, Juliusz Słowacki (Mazepa, Lilla Weneda, Król-Duch), Aleksander Fredro (Pan Jowialski, Śluby panieńskie, Zemsta et Dożywocie), Seweryn Goszczyński, Teofil Lenartowicz, Joseph Conrad, Henryk Sienkiewicz ( Déluge), Józef Ignacy Kraszewski, Jan Kasprowicz, Władysław Reymont (Chłopi), Stefan Żeromski, Wojciech Kętrzyński, Ludwik Bernacki, Oswald Balzer, Karol Szajnocha, Bolesław et Maria Wysłouch. Parmi les manuscrits les plus anciens, citons les documents du pape Grégoire IX, datant de 1227, et ceux du prince de Silésie Henri Ier, de 1229.  

#### Le partage
En 1946-1947, les autorités soviétiques ukrainiennes procèdent au partage des collections de l'Ossolineum de Lwów. Ils suivent la règle mécanique selon laquelle doit rester dans cette ville tout ce qui concerne les territoires situés à l'est de la nouvelle frontière polonaise, en dépit de l'histoire de ce territoire.  Ainsi une grande partie des documents concernant la Grande-Pologne et la Silésie n'est pas restituée à la Pologne, sous prétexte qu'elle contient une page et une seule sur Żółkiew, (actuellement en Ukraine). Il va de même pour l'acte d'abdication du roi Stanislas-Auguste Poniatowski, signé à Grodno), des manuscrits de Comenius rédigés à Leszno (parce qu'il était originaire de Bohême), de tous les documents concernant les dissidents de la confédération de Bar et de la correspondance diplomatique relative aux partages de la Pologne.
Initialement, les Ukrainiens n'envisagent de rendre aux Polonais que 30 000 volumes. Ce nombre atteint finalement le chiffre de 150 000, ce qui représente 15 à 20 % de l'ensemble de la collection, puisque les œuvres graphiques et cartographiques et presque toute la collection de périodiques polonais des XIXe et XXe siècles ne sont pas prises en considération.
Les membres de la délégation polonaise sont réduits à faire de la figuration et n'ont pas accès au dépôt, tandis que les autorités ukrainiennes décident, contrôlent et organisaient la répartition. L'ensemble du travail est mené dans la plus grande hâte. 

#### Destins séparés

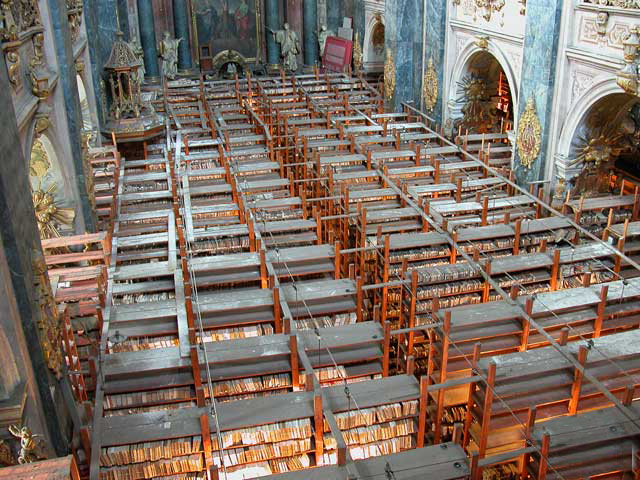
La nef centrale de l'église des Jésuites de Lwów avec la collection de la presse polonaise en 2006.

##### Lwów devient Lviv
C'est à Lviv (nom ukrainien de la ville) que se trouve l'inestimable collection polonaise laissée à l'abandon et « provisoirement » stockée pendant cinquante ans à l'ancienne église des Apôtres Pierre et Paul. La Bibliothèque scientifique nationale ukrainienne W. Stefanyk de Lviv a remplacé l'Institut national Ossoliński.

##### Wrocław
La Bibliothèque Ossolineum de Wrocław reprend la partie des collections de l'Institut national Ossoliński de Lwów que la Pologne a pu récupérer auprès des autorités soviétiques. Après la nationalisation des propriétés foncières en 1945, les fonds sont également nationalisés et inscrits au budget de l'État. En 1953, à la fondation de l'Académie polonaise des sciences chargée de la centralisation et du pilotage des activités de recherche en Pologne, la Bibliothèque Ossolineum et sa maison d'édition perdent leur autonomie, tandis que le musée Lubomirski est fermé définitivement.

#### Situation actuelle
Après la chute du régime communiste en Pologne et conformément à l'acte du 5 janvier 1995, l'Institut national Ossoliński obtient le statut de fondation subventionnée par l'État. Dans le même temps, l'Ossolineum cesse d'être un institut dépendant de l'Académie polonaise des sciences. Des relations entre l'Ossolineum et la Bibliothèque Stefanyk sont établies au début des années 1990, sans pour autant parvenir à un compromis: pendant longtemps, ce que proposait chaque partie était rejeté par l'autre. En 1997, la Pologne propose le retour en Pologne de toutes les collections de l'Ossolineum. En 2003, l'Ossolineum obtient l'accès complet à la collection polonaise conservée à la Bibliothèque Stefanyk, avec possibilité de copier (par numérisation et microfilmage) et de la faire analyser par des spécialistes polonais. Enfin, un accord est trouvé qui permet une copie réciproque par numérisation des collections polonaises à Lviv et des documents ukrainiens à Wrocław. 
En 2006, une antenne de l'Institut national Ossoliński de Wrocław est ouverte à Lviv. Elle est située dans l'ancien bâtiment de la Bibliothèque Baworowski, rénovée avec l'aide de l'État polonais. Elle possède une salle d'exposition et un bureau pour le personnel de l'Ossolineum, qui catalogue et participe à la duplication de la collection et à son entretien.
Les collections de l'Ossolineum s'enrichissent sans cesse, grâce notamment à de précieux dons et donations (cartes de Silésie de Tomasz Niewodniczański, médailles et pièces de monnaie de Stanisław Garczyński, archives de Jan Nowak-Jeziorański, Tadeusz Żenczykowski et Władysław Bartoszewski). La collection ossolinienne compte actuellement quelque 1 800 000 volumes;
Chaque année, l'Ossolineum organise plusieurs grandes expositions mettant en valeur ses précieuses collections. Des érudits, des écrivains et des artistes célèbres se produisent lors de réunions et de soirées d'auteurs. Des concerts et des représentations théâtrales ont lieu.

## Notes et références

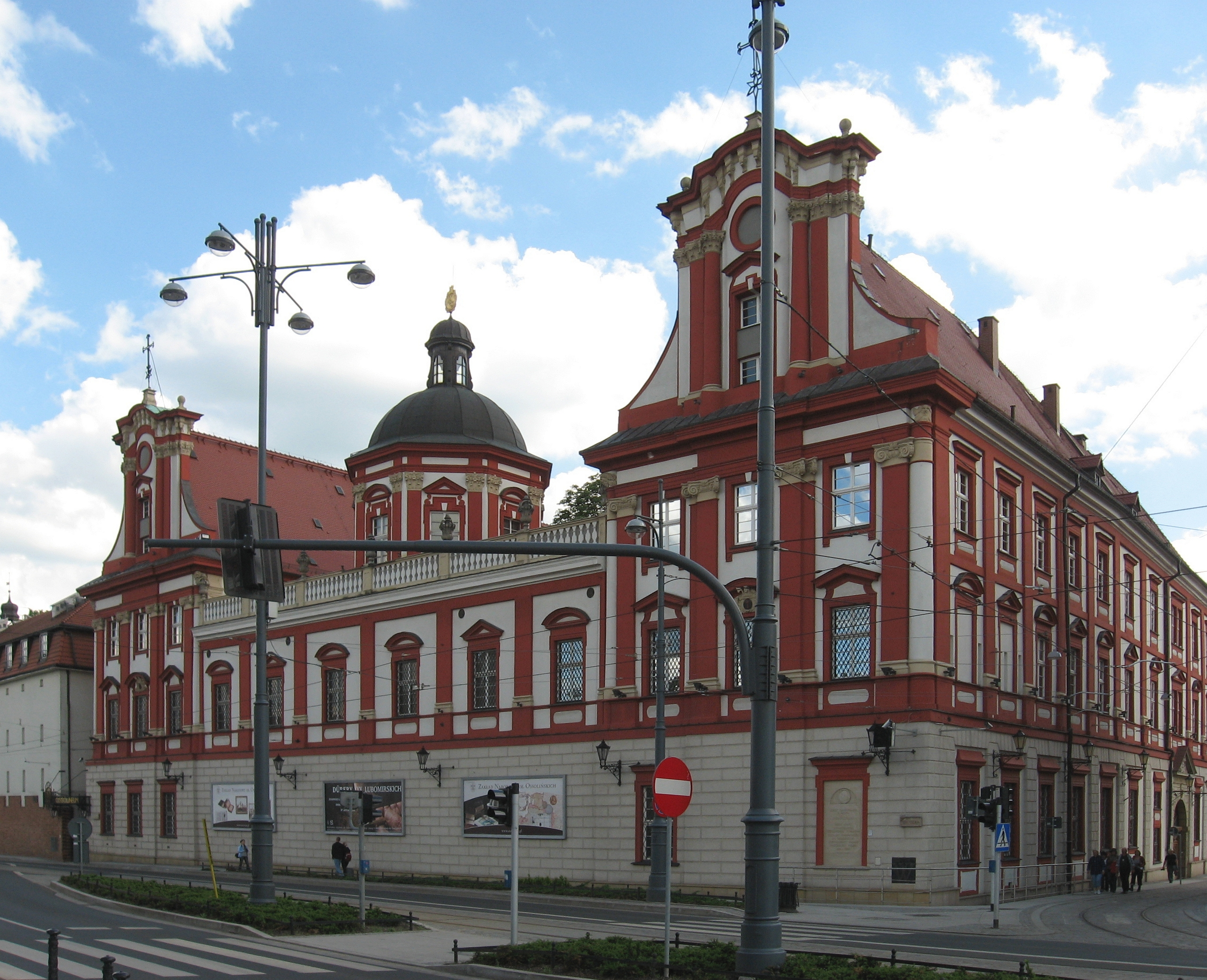
Vue de l'Ossolineum de Wroclaw en 2009, situé dans les bâtiments de l'ancien Gymnasium Saint Matthias